# Mecodina napa
Mecodina napa är en fjärilsart som beskrevs av Swinhoe 1879. Mecodina napa ingår i släktet Mecodina och familjen nattflyn. Inga underarter finns listade i Catalogue of Life.